# Гірчична олія
Гірчична олія — олія, яку отримують з насіння гірчиці шляхом вижиму чи екстракції. Насіння — дрібне, бурого кольору, отримують з довгих стручків рослини. Вміст олії в ньому — 35 %. Олія є солодкою і духмяною, незважаючи на те, що гірчиця є пекучою і гіркою.

## Застосування
Гірчичну олію застосовують в парфумерії для приготування різних кремів і найкращих сортів туалетного мила; у фармацевтиці олія входить до складу рідких мазей (лініментів); її широко використовують у виробництві харчових продуктів: маргарину, консервів, печива; для приготування гірчичного хліба — в нього додають гірчичну олію.
Здавна гірчичну олію використовували в індійській кухні та ведичній медицині. В працях Авіценни гірчиця згадується під назвою хардал.
Нерафінована і недезодорована гірчична олія має вишуканий аромат і пікантний смак, прекрасні кулінарні та лікувальні властивості.

## Кулінарне застосування
Ідеально підходить для заправки овочевих салатів і вінегретів, оскільки не лише підкреслює природний смак овочів, а й допомагає їм довше зберігати свіжість. Також нею заправляють варену картоплю і холодні страви, використовують у домашньому консервуванні, для смаження риби, м'яса, овочів.
Гірчичну олію можна також використовувати у випічці, особливо для домашнього хліба з борошна грубого помелу. По-перше, такий хліб вийде смачнішим, по-друге, він довше не буде черствіти. Загалом будь-яка випічка на гірчичній олії стає пишною і довго не черствіє.

## Хімічний склад
Гірчична олія належить до цінних харчових рослинних олій і відзначається високим вмістом біологічно активних речовин, які необхідні людському організму щодня. Зокрема, це вітаміни (E, A, D, B3, B6, B4, K, P), поліненасичені жирні кислоти (вітамін F), фітостероли, хлорофіл, фітонциди, глікозиди, ефірна гірчична олія та ін.

## Застосування у медицині
Гірчична олія корисна у випадку найрізноманітніших проблем зі здоров'ям:
— шлунково-кишкових захворювань;
— порушення жирового обміну і атеросклерозу;
— невротичних захворювань: неврозів, невритів, надмірної збудливості, безсоння;
— серцево-судинних захворювань, підвищеного тиску;
— приливів крові до голови під час клімаксу.
Як чудовий зігрівальний засіб гірчичну олію широко застосовують у випадку застуди.
Вона також використовується для підвищення імунітету, сприяє ростові та розвитку організму, покращує лактацію молока у мам-годувальниць. Ця олія підвищує стійкість організму до інфекцій, має антисептичні та бактерицидні властивості.
У профілактичних і лікувальних цілях рекомендується перед сном випивати 1 чайну ложку олії, і перелічених вище хвороб організм почне позбуватися вже через тиждень.
При зовнішньому застосуванні гірчична олія зігріває шкіру, сприяючи поліпшенню місцевого кровообігу в місці локалізації запального процесу. Крім того, цій олії притаманні знеболювальні, бактерицидні, протинабрякові і протипухлинні властивості. Саме тому гірчична олія здавна є традиційним компонентом більшості лікувальних мазей і кремів, призначених для лікування подагри, артриту, поліартриту, люмбаго, міозитів, ревматизму, радикуліту.
Часто використовується для масажу — гірчична олія сприяє зняттю напруги в м'язах і зв'язках.
Завдяки своїй дезінфікуючій і антисептичній дії гірчична олія є поширеним засобом у народній медицині для лікування порізів та інших травматичних уражень шкіри.
Також вона добре відома в домашній косметології як зміцнювальний та оздоровчий засіб для волосся: регулярне зовнішнє застосування гірчичної олії шляхом втирання в шкіру голови і нанесення на волосся допомагає запобігти випаданню і передчасному посивінню волосся.
Енергетична цінність 100 г продукту: 898 кКал.

## Умови зберігання
При зберіганні гірчична олія гіркне набагато повільніше, ніж інші рослинні олії.
Рекомендується зберігати закритою в темних приміщеннях за температури від +8 до +20 ⁰ С.
При зберіганні допустимий природний осад.
Термін зберігання: 18 місяців (за деякими даними, до 5 років [Архівовано 6 квітня 2016 у Wayback Machine.]).